# Steve Hofmeyr
Steve Hofmeyr (Pretoria, 29 augustus 1964) is een Zuid-Afrikaanse zanger van voornamelijk Afrikaanstalige muziek en acteur. Daarnaast heeft hij een aantal literaire verhalen op zijn naam. Hofmeyr is een uitgesproken activist voor Afrikanerrechten. Hij vraagt meer aandacht voor de "plaasmoorde": moorden waarbij boerengezinnen het slachtoffer worden van misdadigers. Hofmeyr schuwt de provocatie niet.

## Activisme
Hofmeyr komt vaak in het nieuws voor zijn controversiële activisme. Hij kwam in juli 2014 in opspraak toen hij tijdens een optreden op het festival Innibos te Nelspruit Die Stem van Suid-Afrika zong, het volkslied van Zuid-Afrika ten tijde van de apartheid waar tegenwoordig een zeker taboe op rust. Later dat jaar kwam hij onder vuur te staan toen hij op Twitter over zwarte Zuid-Afrikanen zei: "in my books Blacks were the architects of apartheid. Go figure.". In 2015 kwam hij in opstand tegen een vandalisatiegolf van "koloniale" standbeelden. In Pretoria, bij het bekladde standbeeld van Paul Kruger, de president van de Zuid-Afrikaansche Republiek tijdens de Tweede Boerenoorlog, zong hij opnieuw Die Stem.

## Discografie
- Desertbound (1989)
- Only Me (1990)
- Steve (1991)
- No Here (1992)
- Tribute (1993)
- Tribute Volume 2 (1994)
- The Hits/Die Treffers (1994)
- Decade (1996)
- Die Bloubul (1997)
- True to You (1997)
- Close to You (1997)
- Southern Cross (1999)
- Die Bok Kom Weer (1999)
- Beautiful Noise (2000)
- Grootste Treffers Volume 2 (2000)
- Engele Om Ons (2001)
- Blou Gat Jakkals Uit Die Wes-Transvaal (2003)
- Toeka (2003)
- Toeka Volume 2 (2004)
- Grootste Platinum Treffers (2005)
- Laaities & Ladies (2006)
- Waarmaker (2007)
- Go Bulle Go (2008)
- Sings Kris Kristofferson (2008)
- Solitary Man – Songs of Neil Diamond (2009)
- Duisend en Een (2010)
- Haloda (2011)
- 25 Jaar se Bestes (2012)
- Toeka 3 (2013)

## Filmografie

### Toneel
- Summer Holiday
- Joseph and the Amazing Technicolor Dreamcoat
- Die Soen
- Sound of Music
- Dis Hoe Dit Was – Die Steve Hofmeyr Storie
- Lied van my Hart

### Film
- Kampus (1986)
- Agter Elke Man (1990)
- No Hero (1992)
- Die Gevaar Van De AAR (1993)
- A Case of Murder (2004)
- Bakgat 2 (2010)
- Platteland (2011)
- Pretville (2012)

### Televisie
- Guillam Woudberg (1985)
- Agter Elke Man (1986–1988)
- Egoli: Plek van Goud (1992–2001)
- Sporting Chance (1995)
- 7de Laan (2007–2012)
- Dis Hoe Dit Is met Steve (2006 -)